# Lei da selva
A “lei da selva” é uma expressão que passou a descrever um cenário onde “vale tudo”. O Dicionário Priberam da Língua Portuguesa define a lei da selva como “predomínio do mais forte, da força bruta”. Já o Oxford English Dictionary define a lei da selva como “o código de sobrevivência na vida na selva, agora geralmente com referência à superioridade da força bruta ou do interesse próprio na luta pela sobrevivência”.
A frase foi introduzida na obra de Rudyard Kipling de 1894 The Jungle Book, onde descrevia o comportamento dos lobos em uma matilha.

## The Jungle Book
Em seu romance de 1894, The Jungle Book, Rudyard Kipling usa o termo para descrever um conjunto real de códigos legais usados por lobos e outros animais nas selvas da Índia. O capítulo dois de The Second Jungle Book (1895) inclui um poema apresentando a lei da selva, conhecida pelos lobos e ensinada aos seus descendentes.
Na adaptação do romance para a Disney em 2016, os lobos costumam recitar um poema conhecido como “lei da selva”. Quando Balu pergunta a Mogli se ele já ouviu uma música, ele começa a recitá-la, e o urso lhe diz que não é uma música, mas um texto de propaganda.